# Théodore Jouffroy
Pour les articles homonymes, voir Jouffroy.
Simon Joseph Théodore Jouffroy, né aux Pontets le 6 juillet 1796 et mort à Paris le 1er mars 1842 à l'âge de 45 ans, est un philosophe et homme politique français. Il développe au début du XIXe siècle la question psychologique au sein de l'école éclectique française dirigée par Victor Cousin. 

## Biographie

### Formation
Il est le fils d’un cultivateur, négociant en fromages et percepteur. Il fait ses premières études à Nozeroy en 1805-1807, puis de 1807 à 1811 au collège de Lons-le-Saunier. Il fait sa rhétorique au lycée de Dijon. Élevé dans la religion catholique, il tombe dans l'incrédulité lors de ses études au Pensionnat normal où il entre en 1813. Élève de 1815 à 1822 de Victor Cousin, il est nommé élève répétiteur au Pensionnat normal en 1815. 
Il soutient ses deux thèses de doctorat ès lettres le 12 août 1816 à la Faculté de Paris. La thèse principale porte sur le sentiment du beau et du sublime ; elle fait référence à Emmanuel Kant et Moses Mendelssohn. La thèse complémentaire en latin porte sur la causalité. Devenu docteur, de 1833 à 1841, il participe à plusieurs dizaines de soutenances de thèses de doctorat, en qualité de membre du jury.  

### Le philosophe
Il est nommé chargé de conférences pour la philosophie en 1818 au Pensionnat normal. Il obtient l’agrégation et assure également des cours au collège Bourbon en 1817. Là, il aura pour principal disciple Adolphe Garnier, qui se fera son continuateur par la suite.
Pendant l’été 1820, avec un condisciple  Paul-François Dubois, il fait un voyage en Suisse à pied et visite à Berne l'Institut d'Hofwil dirigé selon les principes pédagogiques de Johann Heinrich Pestalozzi, inspirés de la pensée rousseauiste d'une éducation concrète, orientée sur le travail pratique et respectueuse des spécificités de l'enfant.
Destitué en 1822 lorsque le Pensionnat normal est fermé comme foyer d’idées libérales, il ouvre chez lui un cours privé de philosophie, très suivi, et collabore comme journaliste au Globe, au Courrier français, à l'Encyclopédie moderne. Son article Comment les dogmes finissent, publié dans le Globe en 1825, où il réfléchit sur la mort des religions, a un particulier retentissement.
Influencé par le cours sur le beau donné par Victor Cousin en 1818, il développe son propre cours d'esthétique en 1826, qu'il donne chez lui (dans la rue du Four) et qui ne sera publié qu'après sa mort en 1843.
Il est réintégré maître de conférences à la réouverture de l’École normale en 1828 ; il est élu professeur de philosophie ancienne au Collège de France de 1832 à 1837. Il est élu le 6 avril 1833 à l'Académie des sciences morales et politiques.
Il démissionne en 1837 de son poste au Collège de France pour être nommé à la chaire de philosophie à la Faculté des Lettres de Paris (il y était professeur adjoint de philosophie en 1830) où il enseigne jusqu’en 1839, tout en étant, comme le veut la tradition, bibliothécaire de la Sorbonne. Il est nommé membre du Conseil royal de l’Instruction Publique en 1840, président du jury d’agrégation en 1838, 1840 et 1841.
Il contribue à faire connaître les philosophes écossais en traduisant Dugald Stewart (Esquisses de philosophie morale, 1826) et les Œuvres complètes de Thomas Reid publiées de 1826 à 1838.
Jouffroy avait toujours été de santé fragile ; il doit se mettre en congé à partir de 1839 pour maladie de poitrine.

### Carrière politique
Il est député du Doubs de 1831 à 1842, élu de l’arrondissement de Pontarlier en tant que libéral. Il est partisan de la conquête de l’Algérie (Charles X) et de la défense des droits des peuples par la France.

### Vie privée
Il épouse le 13 août 1833 Marie Mourcet, dont il a deux enfants : Charles  et Marie, épouse du romancier Paul Perret. Par ailleurs, il fut député de Pontarlier. Son petit-neveu, Émile Cardot, fut conservateur des Eaux et Forêts, rédacteur en chef de la Revue des Eaux et Forêts, membre correspondant de l'Académie d'agriculture, chevalier de la Légion d'honneur et auteur du Manuel de l'arbre. 
Selon Alain Jouffroy, Théodore Jouffroy « a écrit un texte fantastique  qui s'appelle Comment les dogmes finissent. C'est-à-dire comment une croyance humaine, quelle qu'elle soit, prolifère, se répand, se partage, se confond avec un parti ou avec une église, devient dominante, dogmatique, exterminatrice, et périclite pour faire place à une autre croyance et ça recommence. »

## Distinctions
- Officier de la Légion d'honneur (1840).

## Œuvres
- Le sentiment du beau est différent du sentiment du sublime ; ces deux sentiments sont immédiats, Paris, C. F. Patris, 1816 (thèse ès-lettres).
- De Causalitate. Dissertatio philosophica, Paris, C. F. Patris, 1816 (thèse complémentaire)
- Le Sens commun et la philosophie, Paris, J. Tastu, 1824.
- Problèmes de la destinée humaine, Paris, Claveau, 1830.
- Lettre à MM. les électeurs de l'arrondissement de Pontarlier, Besançon, C. Deis, 1831.
- Mélanges philosophiques, Paris, Paulin, 1833 : recueil de textes extraits pour la plupart de diverses revues et publications, de 1823 à 1830, dans Le Globe, L’Encyclopédie moderne, la Revue européenne. 3e édition, 1860, sur Google Livres
  - Comment les dogmes finissent, 1823, in Mélanges philosophiques
- Cours de droit naturel, Paris, Prévost-Crocius, 2 vol., 1834, sur Gallica
- Sur le Scepticisme de notre époque, Paris, Prévost-Crocius, 1834
- article « La politique de la France en Afrique », dans la Revue des Deux Mondes, tome 14, 1838, sur Wikisource
- Nouveaux mélanges philosophiques, 1842 (posthume) 2e édition, 1861, sur Google Livres
- Cours d’esthétique, 1843 (posthume)
- Correspondance de Théodore Jouffroy publiée avec une étude sur Jouffroy par Adolphe Lair, Perrin et Cie, 1902
- Pierre Poux. Le Cahier vert de Théodore Jouffroy, Paris, Les Presses Françaises, 1924 : rééd. de Comment les dogmes finissent et lettres inédites, 1822-1836.